# The White Caps
The White Caps je americký němý film z roku 1905. Režisérem je Edwin S. Porter (1870–1941). Film trvá zhruba 12 minut.
Film se natáčel v srpnu 1905 v Demarestu a Fort Lee v New Jersey a premiéru měl v září 1905.

## Děj
Film zachycuje dva členy domobrany, jak vyvěsí varovnou ceduli na jeden dům. Toho si všimne majitel, který ceduli strhne a začne psychicky a fyzicky napadat svoji ženu. Žena s dcerou násilníkovi utečou, aby našly útočiště. Když to domobrana zjistí, vyzbrojí se puškami a postaví se násilnickému manželovi. Po jeho dopadení je muž svléknut a natřen dehtem, na který členové domobrany shodí peří. Muž se na závěr stane symbolem průvodu jako výstraha pro ostatní.

## Obsazení
| Kate Toncray     | žena           |
| Lionel Barrymore | násilnický muž |